# Městská spořitelna na Náměstí SNP v Bratislavě
Městská spořitelna na Náměstí SNP v Bratislavě je stavba od architekta Juraje Tvarožka. Byla realizována od října 1930 do prosince 1931 staviteli J. Bernem a A. Krausem. Nachází se na Náměstí SNP v Bratislavě.
Koncem 20. let 20. století se na největším bratislavském náměstí započalo s výstavbou budovy, která „…znamená ve vývojové směrnici slovenské architektury pokrok větší než by nám ho přineslo desetiletí, je skokem kupředu!“ Výraz, který Městské spořitelně dal její autor není seriózní, jaký by se čekalo od banky, ale je v něm cítit moderna. Tuto zakázku získal Juraj Tvarožek od svého bratra Tomáše, který byl ředitelem Městské spořitelny.

## Poloha
Objekt je situován na podélné užší nárožní parcele. 

## Kompoziční řešení
Suterén a dvě nadzemní podlaží zastavují celou parcelu. Další čtyři podlaží tvoří hlavní průčelí hmotu budovy, přičemž do hloubky pozemku pokračují dvěma bočními křídly. 

## Dispoziční řešení
V přízemí středem budovy prochází pasáž s 18 obchodními jednotkami. V prvním patře se nachází vkladová hala a kanceláře, v druhém patře kanceláře a na dalších čtyřech patrech se původně nacházely kanceláře a byty. Vkladová hala druhého patra je prosvětlená sklobetonovým stropem, nad kterým se nachází vnitřní dvůr. Celkově má objekt 6 nadzemních podlaží.

## Konstrukčně stavební řešení
Konstrukci tvoří železobetonový skelet.[zdroj?] Objekt je postaven na naplavenině o mocnosti 7,5 m. Z tohoto důvodu je stavba založena na 584 železobetonových pilotách. Na této stavbě jako první na Slovensku byla použita skleněná fasáda zavěšená na železobetonovém skeletu. Okna fasády jsou ocelová, obklad je z barevného skla Mirotax.

## Interiér
Interiér je hlavním stavebním výrazem stavby, jsou v něm použity vysoce kvalitní materiály (ušlechtilý kámen, nerezavějící ocel, sklo). Na hlavním schodišti a ve vstupu do systému vkladů haly byl použit zlatý onyx. 
Tvarožek touto nadčasovou stavbou předznamenal budoucí vývoj architektury na Slovensku a plně uplatnil pokrok světového vývoje. V časopise Slovenský stavitel se tehdy psalo: „…budoucnost patří funkcionalismu“. Při návrhu Tvarožek plně využil volnost tvorby, kterou mu poskytl jeho bratr Tomáš Tvarožek.

## Rekonstrukce
Koncem 90. let 20. století byla budova Městské spořitelny obnovena podle návrhu ateliéru Ján Bahna. Po celou dobu existence objekt slouží spořitelně. Dnes je objekt monofunkční.